# Farewell 1 Tour - Live from Melbourne
Farewell 1 Tour - Live from Melbourne je dvojni DVD ameriške glasbene skupine Eagles, ki je izšel leta 2005. Koncert je bil posnet v Melbournu v Avstraliji, 14., 15. in 17. novembra 2004. To je drugi posnetek skupine Eagles, kjer je skupina nastopila kot kvartet, brez Dona Felderja.
Čeprav se je turneja imenovala »Farewell Tour« (poslovilna turneja), skupina ni imela namena prenehati s svojim delovanjem.
Novembra 2006 je bil DVD ponovno izdan skupaj z zgoščenko, ki je vsebovala tri skladbe, ki so izšel na kasneje izdanem albumu Long Road Out of Eden. Leta 2013 je koncert izšel na Blu-ray Disku.

## Seznam skladb

### Disk 1
1. »Opening Sequence« (Glenn Frey, Richard Davis)
2. »The Long Run« (Don Henley, Glenn Frey)
3. »New Kid in Town« (Don Henley, Glenn Frey, J. D. Souther)
4. »Wasted Time« (Don Henley, Glenn Frey) / Wasted Time (Reprise)" (Don Henley, Glenn Frey, Jim Ed Norman)
5. »Peaceful Easy Feeling« (Jack Tempchin)
6. »I Can't Tell You Why« (Don Henley, Glenn Frey, Timothy B. Schmit)
7. »One of These Nights« (Glenn Frey, Don Henley)
8. »One Day at a Time« (Joe Walsh)
9. »Lyin' Eyes« (Glenn Frey, Don Henley)
10. »The Boys of Summer« (Mike Campbell, Don Henley)
11. »In the City« (Joe Walsh, Barry De Vorzon)
12. »Already Gone« (Jack Tempchin, Rob Stradlund) / Silent Spring (Intro) (Glenn Frey, Jay Oliver)
13. »Tequila Sunrise« (Glenn Frey, Don Henley)
14. »Love Will Keep Us Alive« (Jim Capaldi, Paul Carrack, Peter Vale)
15. »No More Cloudy Days« (Glenn Frey)
16. »Hole in the World« (Glenn Frey, Don Henley)
17. »Take It to the Limit« (Glenn Frey, Don Henley, Randy Meisner)
18. »You Belong to the City« (Glenn Frey, Jack Tempchin)
19. »Walk Away« (Joe Walsh)
20. »Sunset Grill« (Don Henley, Danny Kortchmar, Benmont Tench)

### Disk 2
1. »Life's Been Good« (Walsh)
2. »Dirty Laundry« (Don Henley, Danny Kortchmar)
3. »Funk #49« (Jim Fox, Dale Peters, Joe Walsh)
4. »Heartache Tonight« (Glenn Frey, Don Henley, Bob Seger, J. D. Souther)
5. »Life in the Fast Lane« (Glenn Frey, Don Henley, Joe Walsh)
6. »Hotel California« (Don Felder, Don Henley, Glenn Frey)
7. »Rocky Mountain Way« (Rocky Grace, Kenny Passarelli, Joe Vitale, Joe Walsh)
8. »All She Wants to Do Is Dance« (Kortchmar)
9. »Take It Easy« (Jackson Browne, Glenn Frey)
10. »Desperado« (Glenn Frey, Don Henley)

## Zasedba

### Eagles
- Glenn Frey – solo kitare, klavir, klaviature, vokali
- Don Henley – bobni, tolkala, kitare, vokali
- Timothy B. Schmit – bas kitara, vokali
- Joe Walsh – glavni vokali, slide kitara, klaviature, orgle, vokali

### Dodatni glasbeniki
- Steuart Smith –  solo kitare, spremljevalni vokali
- Michael Thompson – klaviature, harmonika
- Willie Hollis – klaviature, spremljevalni vokali
- Scott Crago – bobni, tolkala, zvočni efekti
- Bill Armstrong – trobenta
- Al Garth – saksofon, violina, tolkala
- Christian Mostert – tenor saksofon, alt saksofon
- Greg Smith – bariton saksofon